# Nogometni klub Istra 1961 2022-2023
Questa voce raccoglie le informazioni riguardanti il Nogometni klub Istra 1961 nelle competizioni ufficiali della stagione 2022-2023.

## Stagione
L'Istra 1961, dopo aver concluso le cinque precedenti stagioni al penultimo posto, nella stagione 2022-2023 lottò per la qualificazione alle Coppe europee, terminando il campionato al quinto posto a soli tre punti dal quarto posto, l'ultimo valevole per la qualificazione in Conference League. Dalla diciannovesima alla venticinquesima giornata occupò il quarto posto, per poi subire il sorpasso del Rijeka. In Coppa di Croazia fu eliminato al secondo turno dal Rudeš, squadra militante nel secondo livello.

## Rosa
| N. |                        | Ruolo | Calciatore           |
| -- | ---------------------- | ----- | -------------------- |
| 1  | Croazia (bandiera)     | P     | Marijan Ćorić        |
| 2  | Croazia (bandiera)     | D     | Luka Hujber          |
| 4  | Croazia (bandiera)     | C     | Frano Mlinar         |
| 5  | Argentina (bandiera)   | C     | Facundo Cáseres      |
| 6  | Croazia (bandiera)     | C     | Tomislav Duvnjak     |
| 7  | Croazia (bandiera)     | C     | Slavko Blagojević    |
| 8  | Spagna (bandiera)      | C     | Einar Galilea        |
| 9  | Croazia (bandiera)     | C     | Matej Vuk            |
| 10 | Paesi Bassi (bandiera) | C     | Reda Boultam         |
| 11 | Algeria (bandiera)     | A     | Monsef Bakrar        |
| 14 | Croazia (bandiera)     | D     | Luka Marin           |
| 15 | Venezuela (bandiera)   | A     | Darwin Matheus       |
| 16 | Ucraina (bandiera)     | C     | Oleksandr Petrusenko |
| 18 | Svizzera (bandiera)    | A     | Zoran Josipovic      |

| N. |                                 | Ruolo | Calciatore        |
| -- | ------------------------------- | ----- | ----------------- |
| 20 | Moldavia (bandiera)             | D     | Iurie Iovu        |
| 21 | Croazia (bandiera)              | P     | Lovro Majkić      |
| 23 | Austria (bandiera)              | D     | Dario Marešić     |
| 27 | Mauritania (bandiera)           | C     | Abdallahi Mahmoud |
| 32 | Croazia (bandiera)              | D     | Mihael Rovis      |
| 33 | Croazia (bandiera)              | D     | Luka Bradarić     |
| 34 | Croazia (bandiera)              | A     | Mateo Lisica      |
| 35 | Croazia (bandiera)              | C     | Antonio Maurić    |
| 37 | Croazia (bandiera)              | C     | Lorenzo Travaglia |
| 41 | Croazia (bandiera)              | C     | Marko Cukon       |
| 45 | Croazia (bandiera)              | D     | Ante Majstorović  |
| 50 | Croazia (bandiera)              | A     | Ante Erceg        |
| 90 | Spagna (bandiera)               | C     | Unai Naveira      |
| 97 | Bosnia ed Erzegovina (bandiera) | D     | Advan Kadušić     |

## Risultati

### Hrvatska nogometna liga
| Arbitro: | Tihomir Pejin |

|  |           |                        |
|  | Marcatori | 43’ Melnjak 61’ Livaja |

| Arbitro: | Fran Jović |

|           |           |                                  |
| Marin 70’ | Marcatori | 77’ Brodić 83’ (rig.) Postonjski |

| Arbitro: | Igor Pajač |

|                                                      |           |            |
| Oršić 11’ (rig.) B. Šutalo 32’ Bočkaj 81’ Emreli 88’ | Marcatori | 84’ Bakrar |

| Arbitro: | Patrik Kolarić |

|              |           |  |
| Bakrar 90+4’ | Marcatori |  |

| Sebenico 12 agosto 2022, ore 20:00 CEST (UTC+2) 5ª giornata | Sebenico    | 0 – 0 referto | Istria 1961 | Stadio Šubićevac (1 296 spett.)\| Arbitro: \| Ante Čuljak \| |
| Arbitro:                                                    | Ante Čuljak |               |             |                                                              |

| Arbitro: | Zdenko Lovrić |

|              |           |           |
| Petković 26’ | Marcatori | 5’ Vučkić |

| Arbitro: | Ivan Bebek |

|  |           |                  |
|  | Marcatori | 81’, 90+4’ Erceg |

| Arbitro: | Dario Bel |

|           |           |                         |
| Erceg 81’ | Marcatori | 24’ Pivarić 66’ Goričan |

| Arbitro: | Goran Pečarić |

|  |           |                                    |
|  | Marcatori | 10’ Petković 29’ Erceg 67’ Boultam |

| Arbitro: | Patrik Kolarić |

|                 |           |                       |
| Livaja 47’, 88’ | Marcatori | 52’ Erceg 64’ Boultam |

| Arbitro: | Dario Bel |

|            |           |             |
| Teklić 37’ | Marcatori | 69’ Cáseres |

| Arbitro: | Goran Pečarić |

|                         |           |  |
| Miérez 62’ Caktaš 90+5’ | Marcatori |  |

| Pola 23 ottobre 2022, ore 15:00 CEST (UTC+2) 14ª giornata | Istria 1961 | 0 – 0 referto | Sebenico | Stadio Aldo Drosina (819 spett.)\| Arbitro: \| Ante Čuljak \| |
| Arbitro:                                                  | Ante Čuljak |               |          |                                                               |

| Arbitro: | Dario Bel |

|  |           |           |
|  | Marcatori | 63’ Erceg |

| Arbitro: | Ante Čulina |

|            |           |  |
| Bakrar 90’ | Marcatori |  |

| Arbitro: | Dario Kulušić |

|                                    |           |  |
| Kulenović 11’ (rig.) Stojković 73’ | Marcatori |  |

| Pola 20 gennaio 2023, ore 17:00 CET (UTC+1) 18ª giornata | Istria 1961 | 0 – 0 referto | Slaven Belupo | Stadio Aldo Drosina (557 spett.)\| Arbitro: \| Ante Čulina \| |
| Arbitro:                                                 | Ante Čulina |               |               |                                                               |

| Arbitro: | Igor Pajač |

|                            |           |  |
| Erceg 29’, 65’ Galilea 53’ | Marcatori |  |

| Arbitro: | Fran Jović |

|                         |           |            |
| Galilea 42’ Marešić 90’ | Marcatori | 57’ Brodić |

| Arbitro: | Ivan Bebek |

|               |           |  |
| Ristovski 37’ | Marcatori |  |

| Arbitro: | Ante Čuljak |

|           |           |  |
| Erceg 57’ | Marcatori |  |

| Sebenico 24 febbraio 2023, ore 17:00 CET (UTC+1) 23ª giornata | Sebenico            | 0 – 0 referto | Istria 1961 | Stadio Šubićevac (511 spett.)\| Arbitro: \| Kyriakos Athanasiou \| |
| Arbitro:                                                      | Kyriakos Athanasiou |               |             |                                                                    |

| Arbitro: | Jakov Titlić |

|  |           |                            |
|  | Marcatori | 22’, 90+5’ (rig.) Janković |

| Arbitro: | Zdenko Lovrić |

|                                                              |           |                                           |
| Bralić 30’ Pršir 79’ (rig.) Fućak 81’ Suk 83’ Mitrović 90+6’ | Marcatori | 13’, 42’ Bakrar 55’ Cáseres 90+5’ Matheus |

| Arbitro: | Mateo Erceg |

|               |           |  |
| Matheus 90+2’ | Marcatori |  |

| Pola 19 marzo 2023, ore 15:00 CET (UTC+1) 26ª giornata | Istria 1961 | 0 – 0 referto | Lokomotiva Zagabria | Stadio Aldo Drosina (1 419 spett.)\| Arbitro: \| Igor Pajač \| |
| Arbitro:                                               | Igor Pajač  |               |                     |                                                                |

| Arbitro: | Fran Jović |

|                              |           |  |
| Mudražija 39’ Krstanović 73’ | Marcatori |  |

| Arbitro: | Ante Čulina |

|                  |           |                       |
| Mlakar 2’, 45+1’ | Marcatori | 20’ Hujber 21’ Bakrar |

| Varaždin 16 aprile 2023, ore 15:00 CEST (UTC+2) 29ª giornata | Varaždin   | 0 – 0 referto | Istria 1961 | Stadio Varteks (1 494 spett.)\| Arbitro: \| Ivan Bebek \| |
| Arbitro:                                                     | Ivan Bebek |               |             |                                                           |

| Pola 22 aprile 2023, ore 17:00 CEST (UTC+2) 30ª giornata | Istria 1961  | 0 – 0 referto | Dinamo Zagabria | Stadio Aldo Drosina (3 340 spett.)\| Arbitro: \| Duje Strukan \| |
| Arbitro:                                                 | Duje Strukan |               |                 |                                                                  |

| Arbitro: | Igor Pajač |

|            |           |  |
| Miérez 72’ | Marcatori |  |

| Arbitro: | Duje Strukan |

|                                          |           |  |
| Mlinar 44’ (rig.) Bakrar 71’ Mahmoud 85’ | Marcatori |  |

| Arbitro: | Igor Pajač |

|                                  |           |                        |
| M. Frigan 73’ (rig.) Ampem 90+7’ | Marcatori | 31’ Kadušić 50’ Bakrar |

| Arbitro: | Ivan Bebek |

|                  |           |  |
| Erceg 33’ (rig.) | Marcatori |  |

| Arbitro: | Mateo Erceg |

|                                          |           |                  |
| Goričan 9’ Kulenović 32’ Stojković 90+2’ | Marcatori | 80’ (rig.) Erceg |

| Arbitro: | Ante Čulina |

|            |           |           |
| Mlinar 85’ | Marcatori | 55’ Hoxha |

### Coppa di Croazia
| Arbitro: | Ante Čulina |

|             |           |                       |
| Galešić 22’ | Marcatori | 20’ Erceg 85’ Kadušić |

| Arbitro: | Dario Kulušić |

|                         |           |            |
| Gudelj 11’ Latković 20’ | Marcatori | 77’ Mlinar |